# Stiphodon rubromaculatus
Stiphodon rubromaculatus es una especie de pez dulceacuícolas de la familia de los Gobiidae en el orden de los Perciformes.

## Morfología
Los machos pueden llegar a alcanzar los 2,4 cm de longitud total.

## Distribución geográfica
Se encuentra en Futuna.

## Observaciones
Es inofensivo para los humanos.